# ガーダ・シュアー
ガーダ・シュアー（アラビア語: غادة شعاع, ラテン文字転写: Ghada Shouaa, 1972年9月10日 - ）は、シリアの元陸上競技選手。1996年アトランタオリンピック七種競技の金メダリストである。
ハマー県ムハルデ出身。もとは、シリアのナショナルチームでも何年間かプレーするほどのバスケットボールの選手であった。しかし、彼女は陸上に転向することを決意する。1991年に初めて七種競技にトライした彼女はすぐに同年の世界陸上に派遣された。しかし結果は最下位に終わる。
初めてのオリンピックである1992年バルセロナオリンピックでは、けがをしているにもかかわらず18位という結果であった。1995年になって、オーストリアでおこなわれた競技会で6,715ポイントという高スコアを出し注目を浴びる。これにより、1995年の世界陸上では優勝候補の一人とみなされるようになる。この大会ではもう一人の優勝候補であったドイツのザビーネ・ブラウンがけがで脱落し、シュアーは世界陸上で金メダルを獲得した。
翌1996年、6942点というアジア記録を樹立して望んだ1996年アトランタオリンピックでは、金メダルを獲得。シリアにとってはすべての競技を通じて初めての金メダルであった。
翌年にけがをし、1999年にカムバック。同年の世界陸上では3位に入り銅メダルを獲得。2000年シドニーオリンピックでは連覇を狙ったが、再びけがをし、競技途中でリタイアした。この大会の後、彼女は引退した。